# Lamachus coalitorius
Lamachus coalitorius är en stekelart som först beskrevs av Carl Peter Thunberg 1822.  Lamachus coalitorius ingår i släktet Lamachus och familjen brokparasitsteklar. Arten är reproducerande i Sverige. Utöver nominatformen finns också underarten L. c. alpigena.